# Philipp Rösler

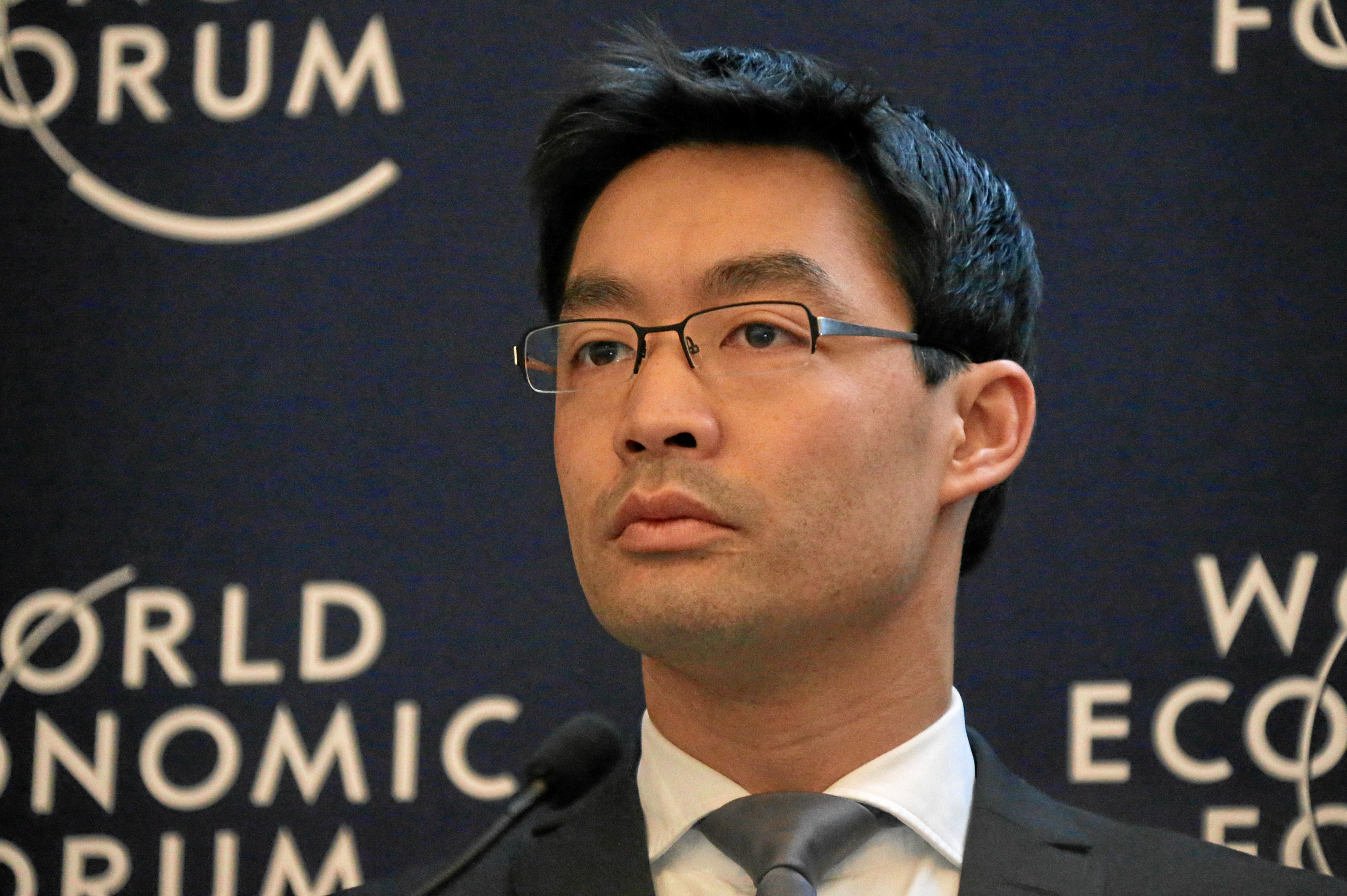
Rösler em 2013

Philipp Rösler (Khánh Hưng, 24 de fevereiro de 1973) é um médico e ex-político alemão nascido no Vietname.
Foi vice-chanceler de seu país e líder do Partido Democrático Liberal (FDP) de 13 de maio de 2011 até 17 de Dezembro de 2013. Simultaneamente é ministro da Economia e Tecnologia, após ter sido ministro da Saúde. Antes de ingressar no governo federal, foi vice-primeiro-ministro e ministro da Economia, Trabalho e Transporte no estado da Baixa Saxónia.
Nascido no Vietname, Rösler foi adoptado por um casal alemão quando tinha poucos meses de vida. É médico de profissão, casado com uma médica e é pai de gémeos. Fez o serviço militar e é oficial miliciano (capitão médico). Philipp Rösler é, na Alemanha, o segundo presidente de partido que não é de ascendência alemã, sendo o primeiro Cem Özdemir, de origem turca, co-presidente do partido Aliança 90/Os Verdes e deputado do Parlamento Europeu.
Na acirrada discussão alemã sobre a melhor política para resolver a crise do endividamento e da estabilidade do Euro na Europa, Rösler tomou em setembro de 2011 uma posição contrária à de Angela Merkel, sugerindo a modalidade de uma "insolvência ordeira" para a Grécia, e da saída temporária deste país da Zona do Euro. Deste modo provocou fortes tensões no seio do governo, mas esperava ganhar votos para a FDP, na eleição estadual de Berlim, de 18 de Setembro. Sucedeu,porém, que a FDP obteve nesta eleição apenas 1,9% dos votos e elegeu nenhum deputado - portanto um resultado ainda mais baixo do que os resultados semelhantes verificados nos meses anteriores em diferentes outras eleições. Uma das consequência foi um reacender do debate sobre a qualificação de Rösler para as funções que desempenha no nível federal.